# Liste der Nummer-eins-Hits in Italien (1982)
Diese Liste der Nummer-eins-Hits basiert auf den Charts des italienischen Musikmagazins Musica e dischi im Jahr 1982. Es gab in diesem Jahr zwölf Nummer-eins-Singles und elf Nummer-eins-Alben.

## Singles
| ← 1981 ← | Liste der Nummer-eins-Hits in Italien (M&D) | Liste der Nummer-eins-Hits in Italien (M&D) | Liste der Nummer-eins-Hits in Italien (M&D)                             | 1983 → |
| \| Zeitraum \| Wo. ges. \| Interpret \| Titel Autor(en) \| Zusätzliche Informationen \| \| (Zeitraum, Wochen auf Platz eins, Interpret, Titel, Autor[en], zusätzliche Informationen) \| \| \| \| \| \| ----------------------------------------------------------------------------------------- \| -------- \| ------------------------------ \| ----------------------------------------------------------------------- \| ------------------------------------------------------------------------------------------------------------------------------------------------------------------------------------------------------------------------------------------------------- \| \| 52. Woche 1981 – 6. Woche 1982 7 Wochen (insgesamt 7) \| 7 \| Richard Sanderson \| Reality Vladimir Cosma, Jeff Jordan \| Der Titelsong des Films La Boum – Die Fete war Sandersons erster großer Erfolg und sollte es auch bleiben. \| \| 7.–11. Woche 5 Wochen \| 5 \| Riccardo Fogli \| Storie di tutti i giorni Riccardo Fogli, Guido Morra, Maurizio Fabrizio \| Mit diesem Lied gelang Fogli der Sieg beim Sanremo-Festival 1982. \| \| 12. Woche 1 Woche \| 1 \| Al Bano & Romina Power \| Felicità Cristiano Minellono, Dario Farina, Gino De Stefani \| Das Duo konnte mit dem Lied beim Sanremo-Festival den zweiten Platz erreichen. \| \| 13.–16. Woche 4 Wochen \| 4 \| Claudia Mori \| Non succederà più Giancarlo Bigazzi \| Mori trat mit diesem Lied beim Sanremo-Festival als Gast auf. Die Aufnahme enthält auch einen Gesangsbeitrag ihres Mannes Adriano Celentano. \| \| 17.–18. Woche 2 Wochen \| 2 \| Imagination \| Just an Illusion Steve Jolley, Tony Swain, Leee John, Ashley Ingram \| – \| \| 19.–22. Woche 4 Wochen (insgesamt 5) \| 5 \| Phoebe Cates \| Paradise Joel Diamond, L. Russell Brown \| Der Titelsong des Films Das blaue Paradies brachte der Hauptdarstellerin einen Nummer-eins-Hit ein. \| \| 23.–27. Woche 5 Wochen \| 5 \| Paul McCartney & Stevie Wonder \| Ebony and Ivory Paul McCartney \| – \| \| 28. Woche 1 Woche (insgesamt 5) \| 5 \| Phoebe Cates \| Paradise Joel Diamond, L. Russell Brown \| – \| \| 29.–30. Woche 2 Wochen (insgesamt 6) \| 6 \| Miguel Bosé \| Bravi ragazzi Maurizio Fabrizio, Guido Morra \| Nach dem Sieg bei der diesjährigen Ausgabe des Wettbewerbs Festivalbar brachte das Lied Bosé an die Spitze der Singlecharts. Für das Autorenduo Fabrizio-Morra ist es nach Foglis Sanremo-Siegerlied bereits der zweite Nummer-eins-Hit in diesem Jahr. \| \| 31.–32. Woche 2 Wochen (insgesamt 3) \| 3 \| Claudio Baglioni \| Avrai Claudio Baglioni \| – \| \| 33.–36. Woche 4 Wochen (insgesamt 6) \| 6 \| Miguel Bosé \| Bravi ragazzi Maurizio Fabrizio, Guido Morra \| – \| \| 37. Woche 1 Woche (insgesamt 3) \| 3 \| Claudio Baglioni \| Avrai Claudio Baglioni \| – \| \| 38.–39. Woche 2 Wochen \| 2 \| Imagination \| Music and Lights Steve Jolley, Tony Swain, Leee John, Ashley Ingram \| – \| \| 40.–48. Woche 9 Wochen \| 9 \| Falco \| Der Kommissar Falco, Robert Ponger \| Falco legte das erste deutschsprachige Lied vor, das jemals die italienische Chartspitze erreichte. \| \| 49.–52. Woche 4 Wochen \| 4 \| Chicago \| Hard to Say I’m Sorry Peter Cetera, David Foster, Robert Lamm \| – \| |                                             |                                             |                                                                         | |
| ← 1981 |                                             |                                             |                                                                         | → 1983 → |
| Zeitraum | Wo. ges.                                    | Interpret                                   | Titel Autor(en)                                                         | Zusätzliche Informationen |
| (Zeitraum, Wochen auf Platz eins, Interpret, Titel, Autor[en], zusätzliche Informationen) |                                             |                                             |                                                                         | |
| 52. Woche 1981 – 6. Woche 1982 7 Wochen (insgesamt 7) | 7                                           | Richard Sanderson                           | Reality Vladimir Cosma, Jeff Jordan                                     | Der Titelsong des Films La Boum – Die Fete war Sandersons erster großer Erfolg und sollte es auch bleiben. |
| 7.–11. Woche 5 Wochen | 5                                           | Riccardo Fogli                              | Storie di tutti i giorni Riccardo Fogli, Guido Morra, Maurizio Fabrizio | Mit diesem Lied gelang Fogli der Sieg beim Sanremo-Festival 1982. |
| 12. Woche 1 Woche | 1                                           | Al Bano & Romina Power                      | Felicità Cristiano Minellono, Dario Farina, Gino De Stefani             | Das Duo konnte mit dem Lied beim Sanremo-Festival den zweiten Platz erreichen. |
| 13.–16. Woche 4 Wochen | 4                                           | Claudia Mori                                | Non succederà più Giancarlo Bigazzi                                     | Mori trat mit diesem Lied beim Sanremo-Festival als Gast auf. Die Aufnahme enthält auch einen Gesangsbeitrag ihres Mannes Adriano Celentano. |
| 17.–18. Woche 2 Wochen | 2                                           | Imagination                                 | Just an Illusion Steve Jolley, Tony Swain, Leee John, Ashley Ingram     | – |
| 19.–22. Woche 4 Wochen (insgesamt 5) | 5                                           | Phoebe Cates                                | Paradise Joel Diamond, L. Russell Brown                                 | Der Titelsong des Films Das blaue Paradies brachte der Hauptdarstellerin einen Nummer-eins-Hit ein. |
| 23.–27. Woche 5 Wochen | 5                                           | Paul McCartney & Stevie Wonder              | Ebony and Ivory Paul McCartney                                          | – |
| 28. Woche 1 Woche (insgesamt 5) | 5                                           | Phoebe Cates                                | Paradise Joel Diamond, L. Russell Brown                                 | – |
| 29.–30. Woche 2 Wochen (insgesamt 6) | 6                                           | Miguel Bosé                                 | Bravi ragazzi Maurizio Fabrizio, Guido Morra                            | Nach dem Sieg bei der diesjährigen Ausgabe des Wettbewerbs Festivalbar brachte das Lied Bosé an die Spitze der Singlecharts. Für das Autorenduo Fabrizio-Morra ist es nach Foglis Sanremo-Siegerlied bereits der zweite Nummer-eins-Hit in diesem Jahr. |
| 31.–32. Woche 2 Wochen (insgesamt 3) | 3                                           | Claudio Baglioni                            | Avrai Claudio Baglioni                                                  | – |
| 33.–36. Woche 4 Wochen (insgesamt 6) | 6                                           | Miguel Bosé                                 | Bravi ragazzi Maurizio Fabrizio, Guido Morra                            | – |
| 37. Woche 1 Woche (insgesamt 3) | 3                                           | Claudio Baglioni                            | Avrai Claudio Baglioni                                                  | – |
| 38.–39. Woche 2 Wochen | 2                                           | Imagination                                 | Music and Lights Steve Jolley, Tony Swain, Leee John, Ashley Ingram     | – |
| 40.–48. Woche 9 Wochen | 9                                           | Falco                                       | Der Kommissar Falco, Robert Ponger                                      | Falco legte das erste deutschsprachige Lied vor, das jemals die italienische Chartspitze erreichte. |
| 49.–52. Woche 4 Wochen | 4                                           | Chicago                                     | Hard to Say I’m Sorry Peter Cetera, David Foster, Robert Lamm           | – |

## Alben
| ← 1981 ← | Liste der Nummer-eins-Alben in Italien (M&D) | Liste der Nummer-eins-Alben in Italien (M&D) | Liste der Nummer-eins-Alben in Italien (M&D) | 1983 → |
| \| Zeitraum \| Wo. ges. \| Interpret \| Titel \| Zusätzliche Informationen \| \| (Zeitraum, Wochen auf Platz eins, Interpret, Titel, zusätzliche Informationen) \| \| \| \| \| \| ------------------------------------------------------------------------------ \| -------- \| ------------------------ \| ------------------------- \| ------------------------------------------------------------------------------------------------------------------- \| \| 51. Woche 1981 – 3. Woche 1982 5 Wochen (insgesamt 5) \| 5 \| Renato Zero \| Artide Antartide \| – \| \| 4.–7. Woche 4 Wochen \| 4 \| Verschiedene Interpreten \| Il tempo delle mele \| Der Soundtrack zum Film La Boum – Die Fete war sowohl in den Single- wie auch in den Albencharts ein großer Erfolg. \| \| 8.–15. Woche 8 Wochen \| 8 \| Verschiedene Interpreten \| Tutto Sanremo \| Die EMI-Kompilation zum diesjährigen Sanremo-Festival. \| \| 16.–21. Woche 6 Wochen (insgesamt 17) \| 17 \| Franco Battiato \| La voce del padrone \| – \| \| 22.–24. Woche 3 Wochen (insgesamt 4) \| 4 \| Paul McCartney \| Tug of War \| – \| \| 25.–27. Woche 3 Wochen (insgesamt 17) \| 17 \| Franco Battiato \| La voce del padrone \| – \| \| 28. Woche 1 Woche (insgesamt 4) \| 4 \| Paul McCartney \| Tug of War \| – \| \| 29.–30. Woche 2 Wochen (insgesamt 17) \| 17 \| Franco Battiato \| La voce del padrone \| – \| \| 31. Woche 1 Woche \| 1 \| Pino Daniele \| Bella ’mbriana \| – \| \| 32.–37. Woche 6 Wochen (insgesamt 17) \| 17 \| Franco Battiato \| La voce del padrone \| – \| \| 38.–42. Woche 5 Wochen (insgesamt 6) \| 6 \| Lucio Battisti \| E già \| – \| \| 43. Woche 1 Woche \| 1 \| Dire Straits \| Love over Gold \| – \| \| 44. Woche 1 Woche (insgesamt 6) \| 6 \| Lucio Battisti \| E già \| – \| \| 45.–46. Woche 2 Wochen \| 2 \| Julio Iglesias \| Momenti \| – \| \| 47.–49. Woche 3 Wochen \| 3 \| Renato Zero \| Via Tagliamento 1965/1970 \| – \| \| 50. Woche 1982 – 6. Woche 1983 9 Wochen \| 9 \| Franco Battiato \| L’arca di Noè \| – \| |                                              |                                              |                                              | |
| ← 1981 |                                              |                                              |                                              | → 1983 → |
| Zeitraum | Wo. ges.                                     | Interpret                                    | Titel                                        | Zusätzliche Informationen                                                                                           |
| (Zeitraum, Wochen auf Platz eins, Interpret, Titel, zusätzliche Informationen) |                                              |                                              |                                              | |
| 51. Woche 1981 – 3. Woche 1982 5 Wochen (insgesamt 5) | 5                                            | Renato Zero                                  | Artide Antartide                             | – |
| 4.–7. Woche 4 Wochen | 4                                            | Verschiedene Interpreten                     | Il tempo delle mele                          | Der Soundtrack zum Film La Boum – Die Fete war sowohl in den Single- wie auch in den Albencharts ein großer Erfolg. |
| 8.–15. Woche 8 Wochen | 8                                            | Verschiedene Interpreten                     | Tutto Sanremo                                | Die EMI-Kompilation zum diesjährigen Sanremo-Festival.                                                              |
| 16.–21. Woche 6 Wochen (insgesamt 17) | 17                                           | Franco Battiato                              | La voce del padrone                          | – |
| 22.–24. Woche 3 Wochen (insgesamt 4) | 4                                            | Paul McCartney                               | Tug of War                                   | – |
| 25.–27. Woche 3 Wochen (insgesamt 17) | 17                                           | Franco Battiato                              | La voce del padrone                          | – |
| 28. Woche 1 Woche (insgesamt 4) | 4                                            | Paul McCartney                               | Tug of War                                   | – |
| 29.–30. Woche 2 Wochen (insgesamt 17) | 17                                           | Franco Battiato                              | La voce del padrone                          | – |
| 31. Woche 1 Woche | 1                                            | Pino Daniele                                 | Bella ’mbriana                               | – |
| 32.–37. Woche 6 Wochen (insgesamt 17) | 17                                           | Franco Battiato                              | La voce del padrone                          | – |
| 38.–42. Woche 5 Wochen (insgesamt 6) | 6                                            | Lucio Battisti                               | E già                                        | – |
| 43. Woche 1 Woche | 1                                            | Dire Straits                                 | Love over Gold                               | – |
| 44. Woche 1 Woche (insgesamt 6) | 6                                            | Lucio Battisti                               | E già                                        | – |
| 45.–46. Woche 2 Wochen | 2                                            | Julio Iglesias                               | Momenti                                      | – |
| 47.–49. Woche 3 Wochen | 3                                            | Renato Zero                                  | Via Tagliamento 1965/1970                    | – |
| 50. Woche 1982 – 6. Woche 1983 9 Wochen | 9                                            | Franco Battiato                              | L’arca di Noè                                | – |